# Joachim-Friedrich Lang
Pour les articles homonymes, voir Lang.
Joachim-Friedrich Lang, (1899-1945) est un général de brigade allemand de la Seconde Guerre mondiale. Il a reçu la très convoitée Croix de chevalier de la Croix de fer en 1943 et fut tué au combat le 16 avril 1945 à la tête de la 95e Infanterie-Division.

## Biographie
Joachim-Friedrich Lang naît le 14 septembre 1899, à Montigny-les-Metz dans la banlieue de Metz, une ville de garnison animée d'Alsace-Lorraine. Avec sa ceinture fortifiée, Metz est alors la première place forte du Reich allemand, constituant une pépinière d'officiers supérieurs et généraux. Comme son compatriote Herbert Gundelach, le jeune Joachim se tourne naturellement vers une carrière militaire.

### Première Guerre mondiale
Compte tenu de son jeune âge, il doit attendre 1918 pour intégrer l'armée allemande. Lang est promu Fähnrich en mars 1918, peu avant la fin de la Première Guerre mondiale. Peu après la fin de la guerre, il est promu Leutnant, sous-lieutenant, en août 1919. Il quitte ensuite l'armée. Réserviste en février 1937, Lang est promu Hauptmann, capitaine, en octobre 1938.

### Seconde Guerre mondiale
Après la campagne de France, Joachim-Friedrich Lang est promu Major, commandant, le 1er novembre 1940. Il s'illustre ensuite sur le front de l'Est. Le commandant Lang reçoit la Croix allemande, le 14 juin 1942. Lang est promu Oberstleutnant, lieutenant-colonel, le 1er octobre 1942, puis Oberst le 10 juin 1943. C'est en tant que colonel au 481e Grenadier-Regiment, qu'il reçoit la Croix de chevalier de la Croix de fer, le 4 septembre 1943. Le 30 juin 1944, le colonel Lang est nommé Kommandeur de la 95e Infanterie-Division. Après avoir subi de lourdes pertes face à l'Armée rouge, sa division est dissoute en juillet 1944. En août 1944, la Teufel-Division est reformée au sein du Korps-Abteilung H. Le colonel Lang en prend le commandement le 10 septembre 1944, commandement qu'il conservera jusqu'à la fin. Joachim-Friedrich Lang est promu Generalmajor à la tête de sa division, dans la région de Königsberg, le 1er octobre 1944. 
Le général Lang meurt au combat dans la forêt de Lochstädter, près de Pillau (auj. Baltijsk en Russie) le 16 avril 1945, peu avant la capitulation des armées allemandes.

## Commandements
- Kommandeur de la 95e Infanterie-Division (Teufel-Division)

## États des services
- Fähnrich (25 mars 1918);
- Leutnant (25 août 1919);
- Leutnant der Reserve (1er février 1937);
- Hauptmann (1er octobre 1938);
- Major (1er novembre 1940);
- Oberstleutnant  (1er octobre 1942);
- Oberst  (10 juin 1943);
- Generalmajor (1er octobre 1944)[5]

## Distinctions
- Ritterkreuz des Eisernen Kreuzes, le 4 septembre 1943[3].
- Deutsche Kreuz, le 14 juin 1942.

## Sources
- Karl Knoblauch : Kampf und Untergang einer Infanterie Division: Die 95. Infanterie Division.
- Dermot Bradley : Die Generale des Heeres 1921-1945 Band 7 Knabe-Luz; Biblio Verlag, Bissendorf, 2004 (p. 370-371).